# Idioma bolínao
El bolínao  (Binubulinaw) se habla en los municipios pangasinenses de Anda y de Bolínao. Lo emplean unas 50.000 personas, por lo que es la segunda lengua más hablada del grupo zambal.

## Fonología
Este idioma tiene 21 fonemas: 16 consonantes y cinco vocales. Su estructura silábica es relativamente simple, ya que cada sílaba contiene al menos una consonante y una vocal.

### Vocales
Las cinco vocales son:
- /a/ un frente abierto sin redondear vocal similar a la palabra inglesa  father
- /ə/  (escrito como <e>) una vocal central  pronunciada como  en la palabra inglesa  telephone.
- /i/  similar a machine
- /o/  similar a forty
- /u/  similar a flute

Hay seis diptongos principales: /aɪ/, /əɪ/, /oɪ/, /uɪ/, /aʊ/, and /iʊ/.

### Consonantes
|                 |                 | Bilabial | Dental | Palatal   | Velar  | Glottal |
| Nasal           | Nasal           | m        | n      | (ny) /ɲ/  | ng /ŋ/ |         |
| Oclusiva        | Sin voz         | p        | t      |           | k      | ’ /ʔ/   |
| Oclusiva        | Interpretado    | b        | d      |           | g      |         |
| Africada        | Sin vox         |          | (ts)   | (ty) /tʃ/ |        |         |
| Africada        | Interpretado    |          |        | (dy) /dʒ/ |        |         |
| Fricativa       | Fricativa       |          | s      | (sy) /ʃ/  |        | h       |
| Vibrante simple | Vibrante simple |          | r      |           |        |         |
| Aproximante     | Aproximante     |          |        | j         | w      |         |
| Lateral         | Lateral         |          | l      | (ly) /ʎ/  |        |         |

## Texto comparativo
| Bolínao      | “Si [tawon] kai magtanda’ lumingap sa nangibwatan [na], kai ya mirate’ sa keen [na]. |
| Pangasinense | "Say toon agga onlingao ed pinanlapuan to, agga makasabi'd laen to."                 |
| Tagalo       | “Ang hindi marunong lumingon sa pinanggalingan ay hindi makararating sa paroroonan.” |